# Municipio de San Juan Bautista Jayacatlán
El municipio de San Juan Bautista Jayacatlán (del náhuatl: xalli, yacatl, tlan ‘arena, principio, entre’‘En el inicio de la arena’) es uno de los 570 municipios que conforman al estado mexicano de Oaxaca. Pertenece al distrito de Etla, dentro de la región valles centrales. Su cabecera es la localidad de San Juan Bautista Jayacatlán.

## Geografía
El municipio abarca 124.00 km² y se encuentra a una altitud promedio de 1260 m s. n. m., oscilando entre 3000 y 1000 m s. n. m.

## Demografía
De acuerdo al último censo, realizado por el INEGI en 2010, en el municipio habitan 1462 personas, repartidas entre 2 localidades.